# Manamoc
Manamoc es una isla-barangay en el Mar de Sulu, en la parte noreste de la provincia de Palawan, en Filipinas. Se trata de una parte del grupo Quiniluban de las islas del archipiélago de Cuyo entre las islas de Paragua y la de Panay.
Manamoc, como la mayoría de las islas de Cuyo, es de origen volcánico. La isla casi circular tiene un diámetro de alrededor de 3,8 km y tiene una superficie total de 1.275 acres (516 hectáreas). Está rodeada por arrecifes de coral y abundante vida marina. Una ruptura en el arrecife permite a los botes entrar en la laguna en la parte suroeste de la isla. Esta laguna tiene unos 3 metros de profundidad en marea baja